# Anna Enquist
Christa Widlund-Broer, més coneguda pel nom de ploma Anna Enquist, (Amsterdam, 19 de juliol de 1945) és una escriptora neerlandesa, coneguda pels seus treballs de poesia i novel·la.

## Biografia
Nascuda a Amsterdam, va estudiar piano a l'acadèmia de música a l'Haia i psicologia a la Universitat de Leiden. Els seus primers poemes van aparèixer a la revista Maatstaf el 1988 mentre que la seva primera col·lecció, Soldatenliederen, es va publicar el 1991 quan treballava com a psicoanalista. Va ser premiada amb el Premi C. Buddingh l'any següent. A partir de llavors va dedicar la major part del seu temps a la literatura. De poesia, en va publicar sis reculls més: Jachtscènes (1992), Een nieuw afscheid (1994), De tweede helft (2000), Hier was vuur (2002), De tussentijd (2004) i Nieuws van nergens (2010). Tots aquests poemes han estat publicats en un únic volum, Gedichten 1991-2012.
Els primers treballs de prosa, Het meesterstuk (1995) i Het geheim (1997), són novel·les psicològiques en les quals la música clàssica té un paper important. El 2002, va arribar a un ampli nombre de lectors amb De ijsdragers, que va estar distribuïda com un regal durant la Setmana del Llibre en neerlandès del 2002. La seva reconeguda novel·la històrica De thuiskomst,de 2005, se centra en Elizabeth Batts, l'esposa de l'explorador britànic James Cock.